# Сенькина (приток Кэльмутылькикэ)
Сенькина — река в России, протекает по территории Ямало-Ненецкого автономного округа. Устье реки находится в 6 км по правому берегу реки Кэльмутылькикэ. Длина реки составляет 14 км.
Система водного объекта: Кэльмутылькикэ → Корылькы → Таз → Карское море.

## Данные водного реестра
По данным государственного водного реестра России относится к Нижнеобскому бассейновому округу, водохозяйственный участок реки — Таз. Речной бассейн реки — Таз.
Код объекта в государственном водном реестре — 15050000112115300065703.